# Diplotoxa stepheni
Diplotoxa stepheni är en tvåvingeart som beskrevs av Spencer 1977. Diplotoxa stepheni ingår i släktet Diplotoxa och familjen fritflugor. Inga underarter finns listade i Catalogue of Life.